# 食戟のソーマ (アニメ)
『食戟のソーマ』（しょくげきのソーマ）は、J.C.STAFF制作による日本のアニメ作品。附田祐斗原作、佐伯俊作画による同名の漫画を原作としている。
2015年に第1期、2016年に第2期『食戟のソーマ 弐ノ皿』、2017年および2018年に第3期『食戟のソーマ 餐ノ皿』、2019年に第4期『食戟のソーマ 神ノ皿』、2020年に第5期『食戟のソーマ 豪ノ皿』が放送された。

## 沿革
2014年11月1日にテレビアニメ化が発表され、同年11月17日には公式サイトでティザー動画と、監督の米たにヨシトモ、シリーズ構成のヤスカワショウゴ、キャラクターデザインの下谷智之、音響監督の明田川仁、音楽の加藤達也らメインスタッフが発表された。同年12月21日にはイベント『ジャンプフェスタ2015』へ幸平創真役の松岡禎丞、薙切えりな役の種田梨沙、田所恵役の高橋未奈美、水戸郁魅役の石上静香ら主要声優陣、原作者の附田祐斗、料理監修の森崎友紀が登壇すると共にPVが公開されたほか、タクミ・アルディーニ役の花江夏樹、イサミ・アルディーニ役の小野友樹、新戸緋沙子役の大西沙織、一色慧役の櫻井孝宏ら声優陣が発表され、放送開始時期や主題歌担当アーティストが発表された。
2015年2月16日には放送枠も発表され、同年3月22日にはイベント『AnimeJapan 2015』にて「食戟のソーマ アニメ放送直前 スペシャルステージ」が行われた。
2015年4月4日から9月まで毎日放送・TBS・CBCテレビ・BS-TBS『アニメイズム』B2枠、アニマックスにて放送された。全24話。原作第8巻の秋の選抜予選終了までアニメ化された。地上波局では第14話の翌週に主要声優陣による特別番組が放送された。2015年11月3日から開催された『ジャンプスペシャルアニメフェスタ2015』にてオリジナルアニメ「タクミの下町合戦」が上映され、2016年5月2日発売の単行本第18巻アニメDVD同梱版に収録された。2016年7月2日発売の単行本第19巻アニメDVD同梱版にも新作アニメが収録された。
2015年12月14日発売の「週刊少年ジャンプ」2016年2号にてテレビアニメ第2期の制作が発表され、2016年7月より9月まで『食戟のソーマ 弐ノ皿』（しょくげきのソーマ にノさら）のタイトルで放送された。全13話。第1期からネット局が大幅に変更され、毎日放送・TOKYO MX・BS11・アニマックスにて放送された。原作第14巻のスタジエール終了までアニメ化されたが、前期の約半分という話数の都合もあって原作の消費ペースが前期以上に早く、より料理対決に注力した内容となっている。
2016年11月27日から開催された『ジャンプスペシャルアニメフェスタ2016』にて新作アニメ「秋月のめぐり逢い」が上映され、2017年5月2日発売の単行本第24巻アニメDVD同梱版に収録された。『磯部磯兵衛物語〜浮世はつらいよ〜』の仲間りょうが描いたおまけ映像「仲間りょう版食戟のソーマ〜浮世はまずいよ〜」も同時収録された。また、同年7月4日発売の単行本第25巻アニメDVD同梱版に新作アニメ「遠月十傑」が収録された。「遠月十傑」はこれまでのOVAシリーズとは違い原作の本筋が描かれ、第3期の冒頭でも一部が回想シーンとして使用された。
第3期『食戟のソーマ 餐ノ皿』（しょくげきのソーマ さんノさら）は、前半が2017年10月より12月までTOKYO MX・BS11・アニマックスにて放送され、後半「遠月列車篇」が2018年4月から6月まで、原作の連帯食戟の1st Boutまで放送された。本作以降から毎日放送が放送局から離脱し、地上波では東京ローカルとなった。また、2018年5月2日発売の単行本第29巻アニメDVD同梱版に新作アニメ「極星寮のえりな」が収録された。
2019年10月から12月まで第4期『食戟のソーマ 神ノ皿』（しょくげきのソーマ しんノさら）がTOKYO MX・BS11にて原作の連帯食戟の2nd boutから放送された。
第5期『食戟のソーマ 豪ノ皿』（しょくげきのソーマ ごうノさら）はTOKYO MX・BS11にて放送。2020年4月より放送を開始したが、新型コロナウイルスの感染拡大に伴う制作遅延の影響で第3話以降の放送・配信延期が発表され事実上打ち切り。同年7月から改めて第1話・第2話を放送後、放送が中止されていた第3話以降を新たに追加した完全版として9月まで放送された。前4作に比べアニメオリジナル要素の多い点が特徴。

## 製作
ナレーションは薙切仙左衛門役の銀河万丈が担当。第1期の次回予告は毎日放送、TBS、BS-TBS、アニマックスでは放送されていたが、それ以外の局では放送されず、TBSでの本編放送終了後にテレビアニメ版公式サイトでインターネット配信された。
作中に登場する料理には原作と同じく森崎友紀が協力しており、実際に森崎が作った映像を撮影して本編に反映させているほか、森崎のプロデュースによる「ばくだん焼本舗」とのコラボレーションも行われた。その他のコラボレーションについては#コラボレーションを参照。また、森崎は第1期の第17話・第18話にも料理研究家役でゲスト出演している。
なお、中国での動画配信版は自主規制が加わっている。

## 反響
第1話の放送後には、作中に登場した料理「なんちゃってローストポーク」を自作する視聴者が続出した。
イードによるアンケート『2015春アニメ何見てる？』では、第7位となっている。

## コラボレーション
第4回ご当地！絶品うまいもん甲子園
2015年4月20日からコラボレーションポスターが全国約2,000校へ配布されている。
肉フェス
2015年4月24日から同年5月10日まで（中断期間を含む）、駒沢や幕張でコラボレーションが行われている。
食戟のソーマ × J-WORLD TOKYO
2015年8月20日から同年9月27日まで、J-WORLD TOKYOでコラボレーションが行われた。

## 登場人物・声の出演
- 幸平 創真 - 松岡禎丞
- 薙切 えりな - 種田梨沙（第1期・第2期）、金元寿子（第2期OVA以降）
- 田所 恵 - 高橋未奈美
- 水戸 郁魅 - 石上静香
- タクミ・アルディーニ - 花江夏樹
- イサミ・アルディーニ - 小野友樹
- 新戸 緋沙子 - 大西沙織
- 葉山 アキラ - 諏訪部順一
- 少年期の葉山 - 田村睦心
- 薙切 アリス - 赤﨑千夏
- 黒木場 リョウ - 岡本信彦
- 一色 慧 - 櫻井孝宏
- 吉野 悠姫 - 内田真礼
- 榊 涼子 - 茅野愛衣
- 伊武崎 峻 - 村田太志
- 丸井 善二 - 小林裕介
- 青木 大吾 - 柳田淳一
- 佐藤 昭二 - 河西健吾
- 大御堂 ふみ緒 - 横尾まり
- 若い頃のふみ緒 - 生天目仁美
- 幸平 城一郎 - 小山力也
- 薙切 仙左衛門 - 銀河万丈
- 倉瀬 真由美 - 加隈亜衣
- ローラン・シャペル - 水島裕
- 川島 麗 - 日高里菜
- 小金井 アキ - 藤井ゆきよ
- 峰ヶ崎 八重子 - 千葉泉
- 豪田林 清志 - 乃村健次
- 堂島 銀 - 子安武人
- 四宮 小次郎 - 中村悠一
- 少年期の四宮 - 小林由美子
- 乾 日向子 - 能登麻美子
- 関守 平 - 間島淳司
- 水原 冬美 - 川澄綾子
- ドナート 梧桐太 - 近藤孝行
- 富田 友哉 - 川田紳司
- 叡山 枝津也 - 杉田智和
- 汐見 潤 - 高橋美佳子
- 北条 美代子 - 瀬戸麻沙美
- 貞塚 ナオ - 後藤沙緒里
- 千俵 なつめ - 日笠陽子
- 千俵 おりえ - 日笠陽子
- 小西 寛一 - 川田紳司
- 蔵木 滋乃 - 進藤尚美
- 尾藤 良樹 - 手塚ヒロミチ
- 岡本 克典 - 野瀬育二
- 佐々木 由愛 - 日高里菜
- 宮里 隆夫 - 木島隆一
- 喜多 修治 - 武虎
- 安東 伸吾 - 竹本英史
- 港坂 巻人 - 家中宏
- 香田 森之進 - 梅津秀行
- 榎本 円 - 大西沙織
- 二階堂 圭明 - 古川慎
- マクフリー医師 - 山本格
- 恵の母 - 村中知
- 恵の祖父 - 佐々健太
- 恵の祖母 - 宮沢きよこ
- 郁魅の父 - 濱野大輝
- 郁魅の母 - 櫻井浩美

第2期からの登場人物・声の出演
- 美作 昴 - 安元洋貴
- アベル・ブロンダン - 山下誠一郎
- リュシ・ユゴー - 新井里美
- 高唯 - 渡辺明乃
- 三田村 衛 - 川田紳司
- 薙切 レオノーラ - 大原さやか
- 角崎 タキ - 小松未可子
- 木久知 園果 - 西明日香
- 早津田 みつる - 山下大輝
- 大泉 柿之進 - 小形満
- 景浦 久尚 - 内匠靖明
- 少年期の美作 - 渡辺明乃
- 美作の父 - 野川雅史
- 早乙女 星周 - 加藤将之
- 西園 和音 - 東内マリ子
- 四宮の母 - 寺崎裕香

第3期からの登場人物・声の出演
- 司 瑛士 - 石田彰
- 小林 竜胆 - 伊藤静
- 女木島 冬輔 - 楠大典
- 茜ヶ久保 もも - 釘宮理恵
- 斎藤 綜明 - 小西克幸
- 紀ノ国 寧々 - 花澤香菜
- 久我 照紀 - 梶裕貴
- 薙切 薊 - 速水奨
- 相田 ショーン - 興津和幸
- 楠 連太郎 - 浅沼晋太郎
- 梁井 メア - M・A・O
- 甲山 鉄次 - 野川雅史
- 緋沙子の父 - 山本兼平
- 郷土研部長 - 江越彬紀

遠月列車篇からの登場人物・声の出演
- ベルタ - 田中あいみ
- シーラ - 千本木彩花
- 広井 - 勝生真沙子
- 遠藤 - 上田燿司
- 一色の幼少期 - 諏訪彩花
- 寧々の父 - 間宮康弘

第4期からの登場人物・声の出演
- アン - 堀江由衣
- シャルム - 野島健児
- イストワール - 竹内良太
- デコラ - 小林ゆう
- クラージュ - 柚木涼香
- ももの父 - 中野泰佑
- ももの母 - 小松奈生子
- 斎藤の母 - 関山美沙紀

第5期からの登場人物・声の出演
- 才波 朝陽 - 福山潤
- 薙切 真凪 - 坂本真綾
- 幸平 珠子 - 甲斐田裕子
- ランタービ - 井口裕香
- トランシャン - 飛田展男
- マテュリテ - 仲村かおり
- エソール - Lynn
- イストワール - 竹内良太
- ディナミス - 藤原夏海
- サージェ - 櫻井浩美
- ドン・カーマ - 津田健次郎
- トミー・リボルバー - 榎木淳弥
- バニーヘア - 井澤詩織
- マルカンタ - 林大地
- 煌 觜汪 - 小林親弘
- 時山 兵五郎 - 土師孝也
- タクミの叔父 - 斎藤寛仁
- シャヒ老師 - 村上裕哉

## スタッフ
|                      | 第1期                                                                   | 第2期                                                                   | 第3期                                                                   | 第4期                                                                   | 第5期                                                                   |
| -------------------- | ----------------------------------------------------------------------- | ----------------------------------------------------------------------- | ----------------------------------------------------------------------- | ----------------------------------------------------------------------- | ----------------------------------------------------------------------- |
| 原作                 | 附田祐斗、佐伯俊、森崎友紀（協力） （集英社『ジャンプ・コミックス』刊） | 附田祐斗、佐伯俊、森崎友紀（協力） （集英社『ジャンプ・コミックス』刊） | 附田祐斗、佐伯俊、森崎友紀（協力） （集英社『ジャンプ・コミックス』刊） | 附田祐斗、佐伯俊、森崎友紀（協力） （集英社『ジャンプ・コミックス』刊） | 附田祐斗、佐伯俊、森崎友紀（協力） （集英社『ジャンプ・コミックス』刊） |
| 監督                 | 米たにヨシトモ                                                          | 米たにヨシトモ                                                          | 米たにヨシトモ                                                          | 米たにヨシトモ                                                          | 米たにヨシトモ                                                          |
| 助監督               | 佐藤光                                                                  | 佐藤光                                                                  | 佐藤光                                                                  | 鈴木洋平                                                                | 鈴木洋平                                                                |
| シリーズ構成         | ヤスカワショウゴ                                                        | ヤスカワショウゴ                                                        | ヤスカワショウゴ                                                        | ヤスカワショウゴ                                                        | ヤスカワショウゴ                                                        |
| キャラクターデザイン | 下谷智之                                                                | 下谷智之                                                                | 下谷智之                                                                | 下谷智之                                                                | 下谷智之                                                                |
| プロップデザイン     | 小森篤（第3期以降はサブデザイン）                                       | 小森篤（第3期以降はサブデザイン）                                       | 小森篤（第3期以降はサブデザイン）                                       | 小森篤（第3期以降はサブデザイン）                                       | 小森篤（第3期以降はサブデザイン）                                       |
| プロップデザイン     | N/A                                                                     | 松浦麻衣                                                                | N/A                                                                     | N/A                                                                     | N/A                                                                     |
| 美術監督             | 備前光一郎                                                              | 備前光一郎                                                              | 備前光一郎                                                              | 備前光一郎                                                              | 備前光一郎                                                              |
| 美術設定             | 倉本章、高橋武之、 榊枝利行、古賀徹                                     | 廣瀨義憲                                                                | 備前光一郎                                                              | 備前光一郎                                                              | 備前光一郎                                                              |
| 色彩設計             | 伊藤由紀子                                                              | 伊藤由紀子                                                              | 伊藤由紀子                                                              | 伊藤由紀子                                                              | 伊藤由紀子                                                              |
| 撮影監督             | 黒澤豊                                                                  | 黒澤豊                                                                  | 黒澤豊                                                                  | 黒澤豊                                                                  | 黒澤豊                                                                  |
| 編集                 | 西山茂                                                                  | 西山茂                                                                  | 近藤勇二                                                                | 近藤勇二                                                                | 近藤勇二                                                                |
| 音響監督             | 明田川仁                                                                | 明田川仁                                                                | 明田川仁                                                                | 明田川仁                                                                | 明田川仁                                                                |
| 音楽                 | 加藤達也                                                                | 加藤達也                                                                | 加藤達也                                                                | 加藤達也                                                                | 加藤達也                                                                |
| 音楽プロデューサー   | 佐藤純之介 木村憲一郎、玉虫秀章                                         | N/A                                                                     | 佐藤純之介                                                              | 吉江輝成                                                                | 吉江輝成                                                                |
| 音楽制作             | ランティス（旧I WILL）                                                  | ランティス（旧I WILL）                                                  | ランティス（旧I WILL）                                                  | ランティス（旧I WILL）                                                  | ランティス（旧I WILL）                                                  |
| プロデュース         | 川瀬浩平、松倉友二                                                      | 川瀬浩平、松倉友二                                                      | 川瀬浩平、松倉友二                                                      | 川瀬浩平、松倉友二                                                      | 川瀬浩平、松倉友二                                                      |
| プロデュース         | 丸山博雄                                                                | 丸山博雄                                                                | 大好誠                                                                  | 稗田晋                                                                  | 稗田晋                                                                  |
| プロデュース         | 足立聡史                                                                | 高橋雅奈                                                                | 大好誠                                                                  | 稗田晋                                                                  | 稗田晋                                                                  |
| プロデューサー       | 土肥範子                                                                | 土肥範子                                                                | 土肥範子                                                                | 土肥範子                                                                | 土肥範子                                                                |
| プロデューサー       | 福田順                                                                  | 福田順                                                                  | 大山礼子 宮城惣次                                                       | 大山礼子 宮城惣次                                                       | 大山礼子 宮城惣次                                                       |
| プロデューサー       | 森亮介、深尾聡志 橋本龍、原裕和                                         | 藤尾明史、亀井博司                                                      | 大山礼子 宮城惣次                                                       | 大山礼子 宮城惣次                                                       | 大山礼子 宮城惣次                                                       |
| プロデューサー       | 森亮介、深尾聡志 橋本龍、原裕和                                         | 吉江輝成                                                                | 吉江輝成                                                                | 臼倉竜太郎                                                              | 臼倉竜太郎                                                              |
| プロデューサー       | 藤代敦士（アニメーション制作）                                          |                                                                         |                                                                         |                                                                         |                                                                         |
| アニメーション制作   | J.C.STAFF                                                               | J.C.STAFF                                                               | J.C.STAFF                                                               | J.C.STAFF                                                               | J.C.STAFF                                                               |
| 製作                 | 遠月学園動画研究会 MBS                                                  | 遠月学園動画 研究会弐                                                   | 遠月学園動画 研究会餐                                                   | 遠月学園動画 研究会4                                                    | 遠月学園動画 研究会4                                                    |

## 主題歌
主題歌は第1期ではエイベックス所属のアーティストが担当していたが、第2期以降は音楽制作担当でもあるランティス所属のアーティストが担当している。

### オープニングテーマ
「希望の唄」
『食戟のソーマ』前期OP。作詞は寺内渉、作曲は大濱健悟、歌はウルトラタワー。
「ライジングレインボウ」
『食戟のソーマ』後期OP。作詞・作曲・編曲・歌はミソッカス。
「ROUGH DIAMONDS」
『食戟のソーマ 弐ノ皿』OP。作詞は松井洋平、作曲・編曲は太田雅友、歌はSCREEN mode。
「BRAVER」
『食戟のソーマ 餐ノ皿』前期OP。作詞・作曲・編曲・歌はZAQ。
「シンボル」
『食戟のソーマ 餐ノ皿』遠月列車篇OP。作詞・作曲はPON、編曲・歌はラックライフ。
「Chronos」
『食戟のソーマ 神ノ皿』OP。作詞・作曲・編曲はR・O・N、歌はSTEREO DIVE FOUNDATION。
「ラストチャプター」
『食戟のソーマ 豪ノ皿』OP。作詞はきみコ、作曲は佐々木淳、編曲は山下洋介、歌はnano.RIPE。

### エンディングテーマ
「スパイス」
『食戟のソーマ』前期ED。作詞はいちろー、作曲・編曲・歌は東京カランコロン。
「さっちゃんのセクシーカレー」
『食戟のソーマ』後期ED。作詞・作曲・歌は大森靖子、編曲はデワヨシアキ。本放送第15話ではCDとは異なる音源を使用していた。
「スノードロップ」
『食戟のソーマ 弐ノ皿』ED。作詞はきみコ、作曲は佐々木淳、編曲はnano.RIPEと福富雅之、歌はnano.RIPE。
「虚虚実実」
『食戟のソーマ 餐ノ皿』前期ED。作詞はきみコ、作曲は佐々木淳、編曲・歌はnano.RIPE。
「アトリア」
『食戟のソーマ 餐ノ皿』遠月列車篇ED。作詞はtakao、作曲は鳴風、編曲・歌はFo'xTails。
「エンブレム」
『食戟のソーマ 神ノ皿』ED。作詞はきみコ、作曲は佐々木淳、編曲は佐々木淳と出羽良彰、歌はnano.RIPE。
「Crossing Road」
『食戟のソーマ 豪ノ皿』ED。作詞は松井洋平、作曲は小高光太郎とUiNA、編曲は小高と石倉誉之、ストリングスアレンジは山本慶太朗、歌は渕上舞。

### 挿入歌
「唐揚げもず屋の唄」
『食戟のソーマ』第17話挿入歌。作詞は米たにヨシトモ、作曲・編曲は加藤達也、歌は佐咲紗花。

## 各話リスト

### 第1期『食戟のソーマ』
| 話数              | サブタイトル         | 脚本             | 絵コンテ                | 演出                  | 作画監督                                                                                         | 料理作画 監督                         | 総作画監督                        |
| ----------------- | -------------------- | ---------------- | ----------------------- | --------------------- | ------------------------------------------------------------------------------------------------ | ------------------------------------- | --------------------------------- |
| 第1話             | 果て無き荒野         | ヤスカワショウゴ | 米たにヨシトモ          | 梶井瀬賀              | 松浦麻衣、谷川亮介                                                                               | 鷲北恭太 伊東葉子 梶谷光春            | 松浦麻衣                          |
| 第2話             | 神の舌               | ヤスカワショウゴ | 高田耕一                | サトウ光敏            | 小野和美、都築裕佳子 井本由紀                                                                    | 鷲北恭太 伊東葉子 梶谷光春            | 伊東葉子                          |
| 第3話             | その料理人は笑わない | ヤスカワショウゴ | 福島利規                | 福島利規              | 山崎正和、河野眞也 李民九                                                                        | 鷲北恭太 伊東葉子 梶谷光春            | 山崎正和                          |
| 第4話             | 極星のマリア         | ヤスカワショウゴ | 三浦和也                | 三浦和也              | 櫻井司、能海知佳                                                                                 | 鷲北恭太 伊東葉子 梶谷光春            | 松浦麻衣                          |
| 第5話             | 氷の女王と春の嵐     | ヤスカワショウゴ | 安藤良                  | 安藤良                | 井本由紀、中山由美 谷川亮介                                                                      | 鷲北恭太 伊東葉子 梶谷光春            | 伊東葉子                          |
| 第6話             | 肉の侵略者           | 猪爪慎一         | 山崎隆                  | 駒屋健一郎            | 荒尾英幸                                                                                         | 鷲北恭太 伊東葉子 梶谷光春            | 山崎正和                          |
| 第7話             | 静かなる丼、雄弁な丼 | 猪爪慎一         | 高田耕一                | 梶井瀬賀              | 小野和美、都築裕佳子 井上美香                                                                    | 鷲北恭太 伊東葉子 梶谷光春            | 松浦麻衣                          |
| 第8話             | 発想と創造の協奏曲   | 河鍋俊           | 福島利規                | 奥野浩行              | 福永智子、柴田志朗 河野眞也、香田智樹 谷川亮介、矢部里美 伊東葉子                                | 鷲北恭太 伊東葉子 梶谷光春            | 伊東葉子                          |
| 第9話             | 山を彩る衣           | 河鍋俊           | サトウ光敏              | サトウ光敏            | 中山由美、小森篤 都築裕佳子、小野和美 林あすか、永山恵                                           | 鷲北恭太 伊東葉子 梶谷光春            | 山崎正和                          |
| 第10話            | 至上のルセット       | 河鍋俊           | 宮繁之                  | 村山靖                | 櫻井司、能海知佳                                                                                 | 梶谷光春 伊東葉子 廣田茜              | 松浦麻衣                          |
| 第11話            | 東から来た魔術師     | ヤスカワショウゴ | 安藤良                  | 安藤良                | 永山恵、中村慎吾 舘崎台、林あすか 井本由紀、河野真也 八重樫洋平、林眞昱 河西睦月                 | 梶谷光春 鷲北恭太 廣田茜              | 伊東葉子                          |
| 第12話            | ひと皿の記憶         | ヤスカワショウゴ | 山崎隆                  | 奥野浩行              | 佐藤敏明、柴田志郎 橋口隼人、谷川亮介 河野真也、都築裕佳子 伊東葉子                              | 伊東葉子 梶谷光春 加藤万由子          | 山崎正和                          |
| 第13話            | 夜明け前の卵たち     | 猪爪慎一         | 寺岡厳                  | 梶井瀬賀              | 中山由美、朱原デーナ 福永智子、小野和美 井上美香                                                 | 梶谷光春 鷲北恭太 伊東葉子 廣田茜     | 松浦麻衣                          |
| 第14話            | メタモルフォーゼ     | 猪爪慎一         | 米田和弘                | 佐藤光 サトウ光敏     | 佐野恵一、都築裕佳子 谷川亮介、香田智樹 櫻井司、能海知佳 八重樫洋平、河野眞也 小野和美、林あすか | 鷲北恭太 加藤万由子 梶谷光春 廣田茜   | 伊東葉子                          |
| 第15話            | 「修羅」と呼ばれた男 | 河鍋俊           | 高田耕一                | 則座誠                | 川島朋子、古池敏也 中島美子、黄聖元                                                              | 鷲北恭太 加藤万由子 伊藤葉子          | 山崎正和 松浦麻衣                 |
| 第16話            | 万里を駆ける料理人   | 河鍋俊           | 山崎隆                  | 山崎隆                | 都築裕佳子、福永智子 小野和美、中山由美                                                          | 鷲北恭太 加藤万由子 伊藤葉子 梶谷光春 | 山崎正和 松浦麻衣                 |
| 第17話            | 官能の唐揚げ         | ヤスカワショウゴ | 篁蒼氓                  | 佐々木純人            | 河野真也、能海知佳 谷川亮介、都築裕佳子 佐藤敏明、小野和美 香田智樹、林あすか 小林典昭           | 鷲北恭太 梶谷光春 廣田茜 加藤万由子   | 伊東葉子                          |
| 第18話            | 青春の唐揚げ         | ヤスカワショウゴ | 高田耕一                | 奥野浩行              | 朱原デーナ、都築裕佳子 永山恵、谷川亮介 八重樫洋平                                               | 鷲北恭太 梶谷光春 廣田茜 加藤万由子   | 山崎正和                          |
| 第19話            | 選ばれし者           | 猪爪慎一         | 梶井瀬賀                | 梶井瀬賀              | 小野和美、梶井瀬賀 中山由美、福永智子 林あすか、中村真悟 河野眞也                                | 鷲北恭太 廣田茜 加藤万由子 伊東葉子   | 松浦麻衣                          |
| 第20話            | 龍は臥し、空へ昇る   | ヤスカワショウゴ | 篁蒼氓                  | 則座誠                | 川島朋子、中島美子 古池敏也、黄聖元 安達佑輔、栗井重紀 田内亜矢子                                | 鷲北恭太 加藤万由子 廣田茜            | 伊東葉子                          |
| 第21話            | 未知なる既知         | 河鍋俊           | 高田耕一                | 山崎隆                | 小松真梨子、小川浩司 福永智子、八重樫洋平 都築裕佳子、井本由紀 谷川亮介、奥野浩行                | 鷲北恭太 伊東葉子 廣田茜 加藤万由子   | 山﨑正和 小森篤                   |
| 第22話            | 日常を越えるもの     | 猪爪慎一         | 米田和弘                | サトウ光敏            | 中山由美、小野和美 福永智子、林あすか 永山恵、木野下澄江                                         | 鷲北恭太 伊東葉子 廣田茜 加藤万由子   | 下谷智之 松浦麻衣                 |
| 第23話            | 華開く個の競演       | ヤスカワショウゴ | 安藤良                  | 安藤良                | 山崎正和、小林典昭 谷川亮介、都築裕佳子 奥野浩行、小野和美 永山恵                                | 鷲北恭太 伊東葉子 廣田茜 加藤万由子   | 伊藤葉子 山崎正和 下谷智之        |
| 第24話            | 戦士たちの宴         | ヤスカワショウゴ | 米たにヨシトモ 高田耕一 | 米たにヨシトモ 佐藤光 | 林あすか、中山由美 福永智子、八重樫洋平 奥野浩行、谷川亮介 山崎正和、朱原デーナ 小野和美         | 鷲北恭太 伊東葉子 廣田茜 加藤万由子   | 下谷智之 小森篤 松浦麻衣 山崎正和 |
| おかわり1 （OVA） | タクミの下町合戦     | ヤスカワショウゴ | 梶井瀬賀                | 梶井瀬賀              | 山崎正和、都築裕佳子 八重樫洋平、谷川亮介 廣田茜                                                 | 鷲北恭太 廣田茜 加藤万由子            | 下谷智之 松浦麻衣 山崎正和        |
| おかわり2 （OVA） | 夏休みのエリナ       | ヤスカワショウゴ | 佐藤光 米たにヨシトモ   | 佐藤光                | 都築裕佳子、廣田茜 八重樫洋平                                                                    | 鷲北恭太 廣田茜 加藤万由子            | 下谷智之 松浦麻衣                 |

### 第2期『食戟のソーマ 弐ノ皿』
| 話数               | サブタイトル                                | 脚本             | 絵コンテ                  | 演出                                    | 作画監督 | 料理作画 監督              | 総作画監督                                 |
| ------------------ | ------------------------------------------- | ---------------- | ------------------------- | --------------------------------------- | --- | -------------------------- | ------------------------------------------ |
| 第1話              | その箱に詰めるもの                          | ヤスカワショウゴ | 米たにヨシトモ            | 佐藤光                                  | 八重樫洋平、廣田茜 都築裕佳子、山崎正和                                                                                              | 廣田茜 鷲北恭太 加藤万由子 | 松浦麻衣 小森篤                            |
| 第2話              | 交錯する光と影                              | ヤスカワショウゴ | 米田和弘                  | 米田和弘                                | 小野和美、谷川亮介 岩崎亮、舘崎大 河野真也                                                                                           | 吉田亘良 加藤万由子 廣田茜 | 下谷智之 山﨑正和 小森篤                   |
| 第3話              | 『玉』の世代                                | ヤスカワショウゴ | 奥野浩行                  | 三浦和也                                | 櫻井司、能海知佳 石堂伸晴 | 鷲北恭太 加藤万由子 廣田茜 | 下谷智之 松浦麻衣 山崎正和                 |
| 第4話              | 追跡者                                      | ヤスカワショウゴ | 高田耕一                  | 森川さやか                              | 徳倉栄一、高橋恒星 都築裕佳子、林あすか                                                                                              | 吉田亘良 加藤万由子 廣田茜 | 小森篤 松浦麻衣                            |
| 第5話              | 一口目の秘密                                | ヤスカワショウゴ | 櫻井新良                  | サトウ光敏                              | 服部憲知、松井誠 築山翔太、上野卓志 石堂伸晴、清水麻未 柳瀬雄之、清水博明 徳田夢之介、佐藤道雄 桜井正明、友田政晴 島崎克実           | 鷲北恭太 加藤万由子 廣田茜 | 山崎正和 小森篤                            |
| 第6話              | 朝はまた来る                                | ヤスカワショウゴ | 安藤良                    | 奥野浩行                                | 八重樫洋平、廣田茜 小林典昭、中村真悟 河野眞也                                                                                       | 吉田亘良 加藤万由子 廣田茜 | 松浦麻衣 山崎正和                          |
| 第7話              | 喰らいあう獣                                | ヤスカワショウゴ | 高田耕一                  | 川島宏                                  | 都築裕佳子、谷川亮介 鈴木彩乃、中山由美 林あすか                                                                                     | 鷲北恭太 加藤万由子 廣田茜 | 下谷智之 小森篤                            |
| 第8話              | 旬を巡る戦い                                | 河鍋俊           | 山崎たかし 高田耕一       | 藤本義孝                                | 櫻井司、能海知佳 錦織成、石堂伸晴 林隆祥、小林利充 山村俊了                                                                          | 吉田亘良 加藤万由子 廣田茜 | 松浦麻衣 山崎正和                          |
| 第9話              | 秋を告げる刀                                | ヤスカワショウゴ | 櫻井親良                  | 櫻井親良                                | 八重樫洋平、廣田茜 小林典昭、中村真悟 河野眞也、舘崎大                                                                               | 鷲北恭太 加藤万由子 廣田茜 | 下谷智之 吉田亘良 加藤万由子 廣田茜 小森篤 |
| 第10話             | 新たなる『玉』                              | ヤスカワショウゴ | 高田耕一                  | 奥野浩行                                | 都築裕佳子、谷川亮介 林あすか、櫻井司 河野眞也、中山由美 八重樫洋平                                                                  | 吉田亘良 加藤万由子 廣田茜 | 松浦麻衣 山崎正和                          |
| 第11話             | スタジエール                                | 河鍋俊           | サトウ光敏 米たにヨシトモ | サトウ光敏 米たにヨシトモ               | 桜井このみ、林隆祥 福島豊明、重松しんいち 菊池政芳、山崎輝彦                                                                         | 鷲北恭太 加藤万由子 廣田茜 | 下谷智之 小森篤 山崎正和                   |
| 第12話             | 魔術師再び                                  | ヤスカワショウゴ | 山崎たかし 高田耕一       | 森川さやか                              | 鈴木彩乃、谷川亮介 河野眞也、林あすか 廣田茜、中村真悟 鶴元慎子、小林典昭 小森篤、八重樫洋平 舘崎大、都築裕佳子                      | 吉田亘良 加藤万由子 廣田茜 | 松浦麻衣 山崎正和 小森篤                   |
| 第13話 （最終回）  | 威風堂々                                    | ヤスカワショウゴ | 米たにヨシトモ            | 奥野浩行 佐藤光                         | 都築裕佳子、谷川亮介 河野眞也、林あすか 廣田茜、八重樫洋平 青木健一郎、小松沙奈 中山由美、小林典昭 谷口元浩、仲村真悟 舘崎大         | 鷲北恭太 加藤万由子 廣田茜 | 下谷智之 小森篤 松浦麻衣 山崎正和          |
| おかわり一 （OVA） | 秋月のめぐり逢い                            | ヤスカワショウゴ | 米たにヨシトモ            | 奥野浩行 原田奈奈 佐藤光 米たにヨシトモ | 都築裕佳子、谷川亮介 河野眞也、小林典昭 中山由美、廣田茜 小松沙奈、加藤愛 中村真吾、櫻井司 小野あゆ美、佐藤光 鷲北恭太（エフェクト） | 加藤万由子 廣田茜          | 山崎正和 小森篤 下谷智之                   |
| おまけ （OVA）     | 仲間りょう版食戟のソーマ 〜浮世はまずいよ〜 | -                | 米たにヨシトモ            | 佐藤光                                  | 仲間りょう | -                          | -                                          |
| おかわり二 （OVA） | 遠月十傑                                    | ヤスカワショウゴ | 高田耕一                  | 佐藤光                                  | 山崎正和、小森篤 都築裕佳子 | 鷲北恭太 加藤万由子        | 山崎正和 小森篤 下谷智之                   |

### 第3期『食戟のソーマ 餐ノ皿』
| 話数             | サブタイトル       | 脚本             | 絵コンテ                         | 演出                       | 作画監督 | 料理作画 監督     | 総作画監督                        |
| ---------------- | ------------------ | ---------------- | -------------------------------- | -------------------------- | --- | ----------------- | --------------------------------- |
| 第1話            | 十傑に挑む         | ヤスカワショウゴ | サトウ光敏                       | サトウ光敏                 | 山川宏治、谷川亮介 小野和美、小松香苗                                                                               | 鷲北恭太 廣田茜   | 山崎正和                          |
| 第2話            | 麻と辣             | ヤスカワショウゴ | 福島利規                         | 西野武志                   | 山田真也、冨吉幸希 齋藤温子                                                                                         | 廣田茜            | 山川宏治                          |
| 第3話            | 月饗祭             | ヤスカワショウゴ | 高田耕一                         | 則座誠                     | 林あすか、小野和美 廣田茜、小松沙奈 都築裕佳子、谷川亮介 山本雅章                                                   | 加藤万由子 廣田茜 | 小森篤                            |
| 第4話            | 若き獅子たちの群れ | ヤスカワショウゴ | 高田耕一 奥野浩行                | 三浦和也 サトウ光敏        | 亀山千夏、服部憲知 栗原学、加藤義貴 中山由美                                                                        | 加藤万由子 廣田茜 | 山崎正和 山川宏治                 |
| 第5話            | 翳りゆく食卓       | ヤスカワショウゴ | 宮繁之                           | 奥野浩行                   | 林あすか、谷川亮介 小松香苗、小野和美 都築裕佳子、中山由美 山崎正和                                                 | 加藤万由子        | 山川宏治 下谷智之                 |
| 第6話            | 囚われの女王       | ヤスカワショウゴ | 佐藤光 サトウ光敏 米たにヨシトモ | 則座誠                     | 小松沙奈、廣田茜 前田ゆり子、松岡謙治 小野和美、谷川亮介 山本雅章                                                   | 前田ゆり子 廣田茜 | 小森篤                            |
| 第7話            | 崩れゆく学園       | 猪爪慎一         | 藤本ジ朗                         | 梶井瀬賀                   | 山崎正和、山川宏治 林あすか、都築裕佳子 徳田夢之介、山本雅章 中山由美、廣田茜                                       | 加藤万由子        | 山崎正和 山川宏治                 |
| 第8話            | 錬金術師           | 猪爪慎一         | 高田耕一                         | 永居慎平 田中瑛            | 谷川亮介、都築裕佳子 小野和美、角谷知美 小松沙奈、廣田茜                                                            | 加藤万由子 廣田茜 | 山崎正和 山川宏治                 |
| 第9話            | 残党狩り           | ヤスカワショウゴ | 奥野浩行                         | 奥野浩行                   | 都築裕佳子、山川宏治 小野和美、小松香苗 林あすか、山本雅章 中山由美                                                 | 加藤万由子        | 小森篤                            |
| 第10話           | 鮭は踊る           | 猪爪慎一         | 高田耕一                         | 則座誠                     | 都築裕佳子、中山由美 廣田茜、小松沙奈 小野和美                                                                      | 加藤万由子 廣田茜 | 山崎正和 谷川亮介 山川宏治 小森篤 |
| 第11話           | 食卓の白騎士       | ヤスカワショウゴ | 福島利規 高田耕一                | 鈴木恭兵                   | 中山由美、都築裕佳子 林あすか、加藤愛 小野和美、角谷知美 小松沙奈、山川宏治                                         | 廣田茜            | 山崎正和 谷川亮介                 |
| 第12話           | 頂を目指す者       | ヤスカワショウゴ | サトウ光敏 高田耕一              | サトウ光敏 田中瑛 永居慎平 | 都築裕佳子、小野和美 山本雅章、林あすか 小松沙奈、小松香苗 前田ゆり子、中山由美 加藤愛、山崎正和 山川宏治、谷川亮介 | 廣田茜            | 小森篤 山崎正和 山川宏治 谷川亮介 |
| 第13話           | 進級試験           | ヤスカワショウゴ | サトウ光敏                       | サトウ光敏                 | 小松沙奈、加藤愛 小野和美、山本雅章                                                                                 | 廣田茜            | 小森篤                            |
| 第14話           | 遠月列車は行く     | ヤスカワショウゴ | 藤本ジ朗 高田耕一                | 永居慎平                   | 角谷知美、林あすか 中山由美、都築裕佳子                                                                             | 加藤万由子 廣田茜 | 山崎正和 谷川亮介                 |
| 第15話           | 立ち上がる女騎士   | ヤスカワショウゴ | 福島利規                         | 福島利規                   | 小松沙奈、加藤愛 小野和美、中山由美 角谷知美、松岡謙治 都築裕佳子、山本雅章                                         | 廣田茜            | 山崎正和 谷川亮介                 |
| 第16話           | リベンジ・マッチ   | ヤスカワショウゴ | 高田耕一                         | 栗井重紀 劉小利            | 多田和春、秋野空 飯塚葉子、飯飼一幸 桜井このみ、松本和志                                                            | 加藤万由子 廣田茜 | 小森篤                            |
| 第17話           | 旨味の綱渡り       | ヤスカワショウゴ | 梶井瀬賀                         | 梶井瀬賀                   | 山本雅章、中山由美 小野和美、加藤愛                                                                                 | 廣田茜            | 谷川亮介 山崎正和                 |
| 第18話           | 誰が為に           | ヤスカワショウゴ | 鈴木恭兵                         | 鈴木恭兵                   | 小松沙奈、都築裕佳子 中島美子、廣田茜 角谷知美                                                                      | 廣田茜            | 谷川亮介 山崎正和                 |
| 第19話           | 宣戦布告           | ヤスカワショウゴ | サトウ光敏 田中瑛                | 田中瑛                     | 都築裕佳子、小松沙奈 角谷知美、小野和美 林あすか、廣田茜                                                            | 廣田茜            | 小森篤                            |
| 第20話           | えりなの研鑽       | ヤスカワショウゴ | 高田耕一                         | 則座誠                     | 小野和美、中山由美 小松香苗                                                                                         | 加藤万由子 廣田茜 | 谷川亮介 山崎正和 下谷智之        |
| 第21話           | 荒野を拓く者       | ヤスカワショウゴ | 藤本ジ朗 米たにヨシトモ          | 梶井瀬賀                   | 小松沙奈、山本雅章 松岡謙治、都築裕佳子                                                                             | 加藤万由子 廣田茜 | 小森篤                            |
| 第22話           | 決戦の地へ         | ヤスカワショウゴ | 高田耕一                         | 栗井重紀                   | 桜井このみ、飯塚葉子 松本和志、小野和美 小松沙奈                                                                    | 鷲北恭太 廣田茜   | 谷川亮介 山崎正和 下谷智之        |
| 第23話           | 極星寮を背負って   | ヤスカワショウゴ | 福島利規                         | 福島利規                   | 中山由美、角谷知美 小松香苗、林あすか 松岡謙治、加藤愛                                                              | 加藤万由子 廣田茜 | 谷川亮介 山崎正和 下谷智之        |
| 第24話           | 強者たる所以       | ヤスカワショウゴ | 米たにヨシトモ                   | 田中瑛                     | 小野和美、小松沙奈 都築裕佳子、山本雅章                                                                             | 加藤万由子 廣田茜 | 小森篤 下谷智之 谷川亮介          |
| おかわり （OVA） | 極星寮のえりな     | ヤスカワショウゴ | 米たにヨシトモ                   | サトウ光敏 則座誠          | 中山由美、小野和美 小松沙奈                                                                                         | 廣田茜            | 山崎正和 谷川亮介                 |

### 第4期『食戟のソーマ 神ノ皿』
| 話数   | サブタイトル     | 脚本             | 絵コンテ              | 演出       | 作画監督                                                                                   | 料理作画 監督                | 総作画監督                                   |
| ------ | ---------------- | ---------------- | --------------------- | ---------- | ------------------------------------------------------------------------------------------ | ---------------------------- | -------------------------------------------- |
| 第1話  | 守りたいもの     | ヤスカワショウゴ | 米たにヨシトモ        | 鈴木洋平   | 小野和美、山本雅章 小松沙奈、前田ゆり子                                                    | 鷲北恭太 加藤万由子          | 小森篤                                       |
| 第2話  | ストロボ、輝く   | ヤスカワショウゴ | 米たにヨシトモ        | 安藤良     | 前田ゆり子、斉藤良成 角谷知美、都築裕佳子 山中いづみ、中山由美                             | 加藤万由子 鷲北恭太 斉藤良成 | 小森篤 谷川亮介                              |
| 第3話  | 希望の連帯       | ヤスカワショウゴ | 高田耕一              | 栗井重紀   | Jumondou Seoul                                                                             | 加藤万由子 鷲北恭太          | 谷川亮介 山崎正和 斉藤良成                   |
| 第4話  | 勝利をねらえ！   | ヤスカワショウゴ | 鈴木行                | 田中瑛     | 小野和美、斉藤良成 前田ゆり子、杉田葉子 中山由美                                           | 加藤万由子 斉藤良成          | 小森篤 谷川亮介                              |
| 第5話  | 終わったぜ、お前 | ヤスカワショウゴ | 山岸大悟              | 野上良之   | 山中いづみ、小野和美 都築裕佳子、中山由美 斉藤良成、パンプイキ 小川浩司、下江一正 山本雅章 | 鷲北恭太 加藤万由子 斉藤良成 | 小森篤 谷川亮介                              |
| 第6話  | 一本の刃         | ヤスカワショウゴ | 高田耕一              | 村田尚樹   | 袴田裕二、金正男 河西睦月、谷口繁則 Zhao Xiao Chuan Chen Jie Qiong Li Qing                 | 鷲北恭太 加藤万由子 斉藤良成 | 小森篤 谷川亮介                              |
| 第7話  | ふたりの女王     | ヤスカワショウゴ | 鈴木行                | 石田美由紀 | 小野和美、中山由美 都築裕佳子、前田ゆり子 パンプイキ、斉藤良成                             | 鷲北恭太 加藤万由子 斉藤良成 | 小森篤 谷川亮介                              |
| 第8話  | 君の横顔         | ヤスカワショウゴ | 高田耕一              | 田中瑛     | 山中いづみ、山本雅章 中島美子、中山由美 パンプイキ、小川浩司 斉藤良成                      | 鷲北恭太 加藤万由子 斉藤良成 | 谷川亮介 山崎正和                            |
| 第9話  | 一席と二席       | ヤスカワショウゴ | 高田耕一 鈴木行       | 金承徳     | 小野和美、山本雅章 斉藤良成、中山由美 Jumondou Seoul                                       | 加藤万由子 鷲北恭太          | 小森篤 谷川亮介                              |
| 第10話 | 必殺料理の作り方 | ヤスカワショウゴ | 高田耕一 鈴木行       | 海宝興蔵   | 前田ゆり子、パンプイキ 中山由美、松岡謙治 都築裕佳子、山中いづみ                           | 鷲北恭太 加藤万由子 斉藤良成 | 山崎正和 谷川亮介                            |
| 第11話 | 希望の唄         | ヤスカワショウゴ | 沖田宮奈              | 則座誠     | 中島美子、中山由美 斉藤良成、山中いづみ 小野和美、山本雅章                                 | 鷲北恭太 加藤万由子 斉藤良成 | 小森篤 谷川亮介                              |
| 第12話 | 新生『遠月十傑』 | ヤスカワショウゴ | 米たにヨシトモ 鈴木行 | 田中瑛     | 前田ゆり子、小野和美 山中いづみ、パンプイキ 山本雅章、山本知広 中山由美、下江一正          | 加藤万由子 鷲北恭太          | 小森篤 谷川亮介 山崎正和 下谷智之 前田ゆり子 |

### 第5期『食戟のソーマ 豪ノ皿』
| 話数   | サブタイトル     | 脚本             | 絵コンテ        | 演出          | 作画監督                                                                  | 料理作画 監督                           | 総作画監督               |
| ------ | ---------------- | ---------------- | --------------- | ------------- | ------------------------------------------------------------------------- | --------------------------------------- | ------------------------ |
| 第1話  | 学期末試験       | ヤスカワショウゴ | 高田耕一        | 田中瑛        | 都築裕佳子、小野和美 山中いづみ                                           | 鷲北恭太 斉藤良成 加藤万由子            | 山崎正和 下谷智之        |
| 第2話  | 青の前哨戦       | ヤスカワショウゴ | 米たにヨシトモ  | 則座誠        | 中山由美、山本雅章 菊永千里、菅原美千代 藤田真弓                          | 鷲北恭太 斉藤良成 加藤万由子            | 小森篤 谷川亮介          |
| 第3話  | 真夜中の料理人   | ヤスカワショウゴ | 米たにヨシトモ  | 鈴木行        | 袴田裕二、金正男 Chen Jie Qiong、Chen Jia Hui He Chun Xia、Zhen Yin Jin   | 鷲北恭太 斉藤良成 加藤万由子            | 下谷智之 山崎正和 小森篤 |
| 第4話  | 最後の晩餐       | ヤスカワショウゴ | 鈴木行          | 藤原和々      | 都築裕佳子、小野和美 山中いづみ                                           | 鷲北恭太 斉藤良成 加藤万由子            | 小森篤 谷川亮介          |
| 第5話  | コンビニの戦い   | ヤスカワショウゴ | 安藤良          | 安藤良        | 中山由美、山本雅章 パンプイキ、小松真梨子 小野和美                        | 鷲北恭太 斉藤良成 加藤万由子            | 下谷智之 山崎正和        |
| 第6話  | 真夏のクリスマス | ヤスカワショウゴ | 高田耕一        | 金承徳        | 都築裕佳子、小野和美 寿門堂                                               | 鷲北恭太 加藤万由子                     | 谷川亮介 小森篤          |
| 第7話  | 交差する刃       | ヤスカワショウゴ | 田中瑛          | 田中瑛        | 小野和美、山本雅章 都築裕佳子、小川浩司 寿門堂                            | 鷲北恭太 加藤万由子 梶谷光春 朱原デーナ | 谷川亮介 小森篤          |
| 第8話  | 欠けた半月       | ヤスカワショウゴ | 沖田宮奈        | 則座誠        | 山中いづみ、中山由美 パンプイキ、寿門堂                                   | 鷲北恭太 加藤万由子                     | 下谷智之 山崎正和        |
| 第9話  | 神の舌の絶望     | ヤスカワショウゴ | 鈴木行          | 野上良之      | 山中いづみ、山本雅章 山本和広、袴田裕二 金正男、谷口繁則 神筆馬良、金珍瑛 | 鷲北恭太 加藤万由子 朱原デーナ          | 下谷智之 山崎正和        |
| 第10話 | 親父越え         | ヤスカワショウゴ | 鈴木行 高田耕一 | 藤原和々      | 小野和美、中山由美 パンプイキ、松岡謙治 寿門堂                            | 鷲北恭太 加藤万由子                     | 小森篤 谷川亮介          |
| 第11話 | 失敗の味         | ヤスカワショウゴ | 安藤良          | 安藤良        | 都築裕佳子、小川浩司 山中いづみ、山本雅章 中山由美                        | 鷲北恭太 加藤万由子 朱原デーナ          | 山崎正和 下谷智之        |
| 第12話 | 極上の石たち     | ヤスカワショウゴ | 田中瑛          | 田中瑛        | 中山由美、小野和美 寿門堂                                                 | 鷲北恭太 加藤万由子 朱原デーナ          | 小森篤 谷川亮介          |
| 第13話 | 食戟のソーマ     | ヤスカワショウゴ | 米たにヨシトモ  | 佐藤光 田中瑛 | パンプイキ、都築裕佳子 山本雅章、山中いづみ 松岡謙治、小野和美            | 鷲北恭太 加藤万由子 朱原デーナ          | 下谷智之 山崎正和 小森篤 |

## 放送局
| 放送期間                | 放送時間                     | 放送局       | 対象地域   | 備考                         |
| ----------------------- | ---------------------------- | ------------ | ---------- | ---------------------------- |
| 2015年4月4日 - 9月26日  | 土曜 2:25 - 2:55（金曜深夜） | TBSテレビ    | 関東広域圏 |                              |
|                         | 土曜 2:40 - 3:10（金曜深夜） | 毎日放送     | 近畿広域圏 | 製作局                       |
|                         | 土曜 3:12 - 3:42（金曜深夜） | CBCテレビ    | 中京広域圏 |                              |
| 2015年4月5日 - 9月27日  | 日曜 0:30 - 1:00（土曜深夜） | BS-TBS       | 日本全域   | BS放送                       |
| 2015年4月10日 - 9月25日 | 金曜 22:00 - 22:30           | アニマックス | 日本全域   | BS/CS放送 / リピート放送あり |

| 配信開始日   | 配信時間                     | 配信サイト                            |
| ------------ | ---------------------------- | ------------------------------------- |
| 2015年4月5日 | 日曜 12:00 更新              | ニコニコチャンネル バンダイチャンネル |
| 2015年4月6日 | 月曜 0:00 - 0:30（日曜深夜） | ニコニコ生放送                        |

| 放送期間                | 放送時間                     | 放送局       | 対象地域   | 備考                                    |
| ----------------------- | ---------------------------- | ------------ | ---------- | --------------------------------------- |
| 2016年7月2日 - 9月24日  | 土曜 22:00 - 22:30           | TOKYO MX     | 東京都     |                                         |
| 2016年7月3日 - 9月25日  | 日曜 2:28 - 2:58（土曜深夜） | 毎日放送     | 近畿広域圏 | 製作参加 / 『アニメシャワー』第2部      |
| 2016年7月4日 - 9月26日  | 月曜 1:30 - 2:00（日曜深夜） | BS11         | 日本全域   | BS放送 / 『ANIME+』枠                   |
| 2016年7月12日 - 10月4日 | 火曜 22:00 - 22:30           | アニマックス | 日本全域   | BS/CS放送 / 字幕放送 / リピート放送あり |

| 配信開始日 | 配信時間 | 配信サイト |
| ---------- | -------- | --- |
| 2016年7月  | 不明     | dTV dアニメストア J:COMオンデマンド ビデオパス ひかりTV ニコニコチャンネル TSUTAYA TV U-NEXT 楽天ショウタイム バンダイチャンネル ビデオマーケット Amazonビデオ Google Play PlayStation Video |

| 放送期間                       | 放送時間                     | 放送局       | 対象地域 | 備考                         |
| ------------------------------ | ---------------------------- | ------------ | -------- | ---------------------------- |
| 2017年10月4日 - 12月20日       | 水曜 0:30 - 1:00（火曜深夜） | TOKYO MX     | 東京都   |                              |
| 2017年10月5日 - 12月21日       | 木曜 0:00 - 0:30（水曜深夜） | BS11         | 日本全域 | BS放送 / 『ANIME+』枠        |
| 2017年10月21日 - 2018年1月13日 | 土曜 0:00 - 0:30（金曜深夜） | アニマックス | 日本全域 | BS/CS放送 / リピート放送あり |

| 配信開始日    | 配信時間           | 配信サイト |
| ------------- | ------------------ | --- |
| 2017年10月5日 | 木曜 12:00 更新    | dアニメストア dTV Amazonビデオ Google Play TSUTAYA TV ひかりTV ビデオマーケット PlayStation Video U-NEXT Rakuten TV |
|               | 木曜 22:30 - 23:00 | AbemaTV |
| 2017年10月6日 | 金曜 12:00 更新    | J:COMオンデマンド ビデオパス                                                                                        |

| 放送期間                | 放送時間                     | 放送局       | 対象地域 | 備考                                    |
| ----------------------- | ---------------------------- | ------------ | -------- | --------------------------------------- |
| 2018年4月9日 - 6月25日  | 月曜 0:30 - 1:00（日曜深夜） | TOKYO MX     | 東京都   |                                         |
|                         |                              | BS11         | 日本全域 | BS放送 / 『ANIME+』枠                   |
| 2018年5月14日 - 7月30日 |                              | アニマックス | 日本全域 | BS/CS放送 / 字幕放送 / リピート放送あり |

| 配信開始日    | 配信時間           | 配信サイト |
| ------------- | ------------------ | --- |
| 2018年4月13日 | 金曜 22:30 - 23:00 | AbemaTV |
| 不明          | 不明               | dアニメストア dTV GYAO!ストア Netflix Amazonビデオ Google Play TSUTAYA TV ひかりTV ビデオマーケット PlayStation Video U-NEXT Rakuten TV J:COMオンデマンド ビデオパス |

| 放送期間                  | 放送時間                     | 放送局   | 対象地域 | 備考                  |
| ------------------------- | ---------------------------- | -------- | -------- | --------------------- |
| 2019年10月12日 - 12月28日 | 土曜 0:30 - 1:00（金曜深夜） | TOKYO MX | 東京都   |                       |
|                           |                              | BS11     | 日本全域 | BS放送 / 『ANIME+』枠 |

| 配信開始日     | 配信時間         | 配信サイト |
| -------------- | ---------------- | --- |
| 2019年10月12日 | 土曜 0:30 - 1:00 | AbemaTV |
| 2019年10月16日 | 水曜 12:00 更新  | dアニメストア dTV U-NEXT アニメ放題 NETFLIX hulu ひかりTV J:COMオンデマンド みるプラス イッツコムオンデマンド ビデオパス TSUTAYA TV Google Play Rakuten TV Amazonビデオ ビデオマーケット バンダイチャンネル |

| 放送期間                                        | 放送時間                     | 放送局   | 対象地域 | 備考                  |
| ----------------------------------------------- | ---------------------------- | -------- | -------- | --------------------- |
| 2020年4月11日 - 4月18日 2020年7月18日 - 9月26日 | 土曜 0:30 - 1:00（金曜深夜） | TOKYO MX | 東京都   |                       |
|                                                 |                              | BS11     | 日本全域 | BS放送 / 『ANIME+』枠 |

| 配信開始日     | 配信時間         | 配信サイト                                       |
| -------------- | ---------------- | ------------------------------------------------ |
| 2020年4月11日  | 土曜 0:30 - 1:00 | ABEMA                                            |
| 不明（公開中） | -                | dアニメストア dTV hulu NETFLIX U-NEXT アニメ放題 |

## BD / DVD
各巻とも、初回生産限定版にはオリジナルサウンドトラックやドラマCDなどの特典が付属する。また、第1巻 - 第4巻の初回生産限定版に封入されている応募券を全て応募すると、原作者描きおろしタペストリーが応募者全員に送られる。
| 巻     | 発売日         | 収録話          | 規格品番   | 規格品番   |
| 巻     | 発売日         | 収録話          | BD初回版   | DVD初回版  |
| ------ | -------------- | --------------- | ---------- | ---------- |
| 1      | 2015年7月29日  | 第1話 - 第3話   | 1000573348 | 1000573356 |
| 2      | 2015年8月26日  | 第4話 - 第6話   | 1000573349 | 1000573357 |
| 3      | 2015年9月30日  | 第7話 - 第9話   | 1000573350 | 1000573358 |
| 4      | 2015年10月28日 | 第10話 - 第12話 | 1000573351 | 1000573359 |
| 5      | 2015年11月25日 | 第13話 - 第15話 | 1000573352 | 1000573360 |
| 6      | 2015年12月23日 | 第16話 - 第18話 | 1000573353 | 1000573361 |
| 7      | 2016年1月27日  | 第19話 - 第21話 | 1000573354 | 1000573362 |
| 8      | 2016年2月24日  | 第22話 - 第24話 | 1000573355 | 1000573363 |
| BOX 上 | 2016年8月24日  | 第1話 - 第12話  |            | 1000620877 |
| BOX 下 | 2016年9月28日  | 第13話 - 第24話 | 1000621218 |            |

| 巻  | 発売日         | 収録話          | 規格品番   | 規格品番   |
| 巻  | 発売日         | 収録話          | BD初回版   | DVD初回版  |
| --- | -------------- | --------------- | ---------- | ---------- |
| 1   | 2016年9月28日  | 第1話 - 第2話   | 1000621203 |            |
| 2   | 2016年10月26日 | 第3話 - 第4話   | 1000621204 |            |
| 3   | 2016年11月23日 | 第5話 - 第6話   | 1000621205 |            |
| 4   | 2016年12月21日 | 第7話 - 第8話   | 1000621206 |            |
| 5   | 2017年1月25日  | 第9話 - 第10話  | 1000621207 |            |
| 6   | 2017年2月22日  | 第11話 - 第12話 | 1000621208 |            |
| 7   | 2017年3月29日  | 第13話          | 1000621209 |            |
| BOX | 2016年11月23日 | 第1話 - 第13話  |            | 1000621210 |

| 巻     | 発売日        | 収録話          | 規格品番   | 規格品番   |
| 巻     | 発売日        | 収録話          | BD初回版   | DVD初回版  |
| ------ | ------------- | --------------- | ---------- | ---------- |
| BOX 上 | 2018年3月28日 | 第1話 - 第12話  | 1000706895 | 1000706894 |
| BOX 下 | 2018年9月26日 | 第13話 - 第24話 | 1000727578 | 1000727579 |

| 巻  | 発売日        | 収録話         | 規格品番   | 規格品番   |
| 巻  | 発売日        | 収録話         | BD初回版   | DVD初回版  |
| --- | ------------- | -------------- | ---------- | ---------- |
| BOX | 2020年4月29日 | 第1話 - 第12話 | 1000758380 | 1000758381 |

## CD
キャラクターソングシリーズ Side Girls 1 薙切えりな／CV.種田梨沙（EYCA-10542）
2015年7月22日発売。
1. la fleur noble
  - 作詞 - ヤスカワショウゴ / 作曲 - 加藤裕介 / 編曲 - 山下洋介

2. 百皿繚乱☆献立バトル〜starring 薙切えりな〜
  - 作詞 - 唐沢美帆 / 作曲 - 浅利進吾 / 編曲 - Kon-K

キャラクターソングシリーズ Side Girls 2 田所 恵／CV.高橋未奈美（EYCA-10543）
2015年8月5日発売。
1. 笑顔にしたいから
  - 作詞 - ヤスカワショウゴ / 作曲 - 浅利進吾 / 編曲 - Kon-K

2. 百皿繚乱☆献立バトル〜starring 田所恵〜
  - 作詞 - 唐沢美帆 / 作曲 - 浅利進吾 / 編曲 - Kon-K

キャラクターソングシリーズ Side Girls 3 水戸郁魅／CV.石上静香（EYCA-10544）
2015年8月19日発売。
1. sweet'n hot
  - 作詞 - ヤスカワショウゴ / 作曲・編曲 - 渡辺未来

2. 百皿繚乱☆献立バトル〜starring 水戸郁魅〜
  - 作詞 - 唐沢美帆 / 作曲 - 浅利進吾 / 編曲 - Kon-K

キャラクターソングシリーズ Side Boys 1 四宮小次郎／CV.中村悠一（EYCA-10545）
2015年9月2日発売。
1. 今夜、パリ8区で〜Nuits a Paris〜
  - 作詞 - ヤスカワショウゴ / 作曲 - 山田竜平 / 編曲 - 山下洋介

2. 百皿繚乱☆献立バトル〜starring 四宮小次郎〜
  - 作詞 - 唐沢美帆 / 作曲 - 浅利進吾 / 編曲 - Kon-K

キャラクターソングシリーズ Side Boys 2 タクミ・アルディーニ／CV.花江夏樹（EYCA-10546）
2015年9月16日発売。
1. istinto-刃の本能-
  - 作詞 - ヤスカワショウゴ / 作曲・編曲 - オオヤギヒロオ

2. 百皿繚乱☆献立バトル〜starring タクミ・アルディーニ〜
  - 作詞 - 唐沢美帆 / 作曲 - 浅利進吾 / 編曲 - Kon-K

キャラクターソングシリーズ Side Boys 3 幸平創真／CV.松岡禎丞（EYCA-10547）
2015年9月30日発売。
1. 戟！-GEKI-
  - 作詞 - ヤスカワショウゴ / 作曲・編曲 - オオヤギヒロオ

2. 百皿繚乱☆献立バトル〜starring 幸平創真〜
  - 作詞 - 唐沢美帆 / 作曲 - 浅利進吾 / 編曲 - Kon-K

## Webラジオ
『食戟のソーマ 〜種田高橋料理學園〜』のタイトルで、2015年4月3日から10月2日まで毎月第1金曜日に音泉にて配信された。パーソナリティは種田梨沙（薙切えりな 役）と高橋未奈美（田所恵 役）。
『種田高橋料理學園』のコーナー
- 食戟のレビュー - アニメへの感想を紹介するコーナー。
- 食べ物研究会 - 食べ物に関するエピソードを紹介するコーナー。
- 食戟のアトランダム - 「表現」「食材」「調理法」「料理名」の4つのワードを組み合わせ、パーソナリティの2人が対決するコーナー。
- 神の舌 - えりな役の種田が料理を言い当てるコーナー。
- 恵の庭 - 番組の最後に恵役の高橋がレシピや原材料を読み上げるコーナー。

また、『食戟のソーマ 〜お食事処 まつおか〜』が、2015年4月17日から12月18日まで毎月第3金曜日（最終回は前回の2ヵ月後）に音泉、ニコニコ動画にて動画配信された。アニメ第2期放送に合わせ、『食戟のソーマ 〜お食事処 まつおか 弐ノ皿〜』として復活し、2016年7月8日から9月23日まで隔週金曜日（第4回は前回の3週間後）に音泉、ニコニコ動画にて動画配信された。パーソナリティの松岡禎丞（幸平創真 役）が料理の腕前を披露する内容となっている。
アニメ第2期放送に合わせ、『食戟のソーマ弐ノ皿presents 種田高橋の おあがりよ、まつおかさん！』のタイトルで、2016年7月1日から7月29日まで隔週金曜日に音泉、ニコニコ動画にて動画配信された。パーソナリティは種田梨沙と高橋未奈美。同シリーズとして、パーソナリティが大西沙織（新戸緋沙子 役）と石上静香（水戸郁魅 役）に交代した『食戟のソーマ弐ノ皿presents 大西石上の おあがりよ、まつおかさん！』が、同年8月19日から9月16日まで動画配信された。また、DVD『食戟のソーマ弐ノ皿presents おあがりよ、まつおかさん！』の新規録りおろし企画として、茅野愛衣（榊涼子 役）と赤﨑千夏（薙切アリス 役）がパーソナリティを務める『茅野赤﨑の おあがりよ、まつおかさん！』が収録された。前述の『食戟のソーマ 〜お食事処 まつおか 弐ノ皿〜』の姉妹番組であり、レギュラーゲストの松岡禎丞に料理を披露する内容となっている。

### 配信日程
| 食戟のソーマ 〜種田高橋料理學園〜 | 食戟のソーマ 〜種田高橋料理學園〜 | 食戟のソーマ 〜種田高橋料理學園〜 |
| 配信回                            | 配信日                            | ゲスト                            |
| --------------------------------- | --------------------------------- | --------------------------------- |
| 第1回                             | 2015年 4月3日                     |                                   |
| 第2回                             | 5月8日                            |                                   |
| 第3回                             | 6月5日                            | 松岡禎丞                          |
| 第4回                             | 7月3日                            | 大西沙織                          |
| 第5回                             | 8月7日                            |                                   |
| 第6回                             | 9月4日                            | 赤﨑千夏                          |
| 第7回                             | 10月2日                           |                                   |

| 食戟のソーマ弐ノ皿presents 種田高橋の おあがりよ、まつおかさん！ | 食戟のソーマ弐ノ皿presents 種田高橋の おあがりよ、まつおかさん！ | 食戟のソーマ弐ノ皿presents 種田高橋の おあがりよ、まつおかさん！ |
| 配信回                                                           | 配信日                                                           | メニュー                                                         |
| ---------------------------------------------------------------- | ---------------------------------------------------------------- | ---------------------------------------------------------------- |
| 第1回                                                            | 2016年 7月1日                                                    | 炙りサーモン                                                     |
| 第2回                                                            | 7月15日                                                          | PUMP OF CHICKEN                                                  |
| 第3回                                                            | 7月29日                                                          | ゲビのマリアージュ                                               |
| 食戟のソーマ弐ノ皿presents 大西石上の おあがりよ、まつおかさん！ |                                                                  |                                                                  |
| 第4回                                                            | 8月19日                                                          | 三つ葉のピーナッツバター和え                                     |
| 第5回                                                            | 9月2日                                                           | 牛肉のしぐれ煮もどき                                             |
| 第6回                                                            | 9月16日                                                          | 薬膳粥&アイスジャスミン茶                                        |

| 食戟のソーマ 〜お食事処 まつおか〜 | 食戟のソーマ 〜お食事処 まつおか〜 | 食戟のソーマ 〜お食事処 まつおか〜  | 食戟のソーマ 〜お食事処 まつおか〜 |
| 配信回                             | 配信日                             | ゲスト                              | メニュー                           |
| ---------------------------------- | ---------------------------------- | ----------------------------------- | ---------------------------------- |
| 第1回                              | 2015年 4月17日                     | 高橋未奈美                          | チャーハン                         |
| 第2回                              | 5月15日                            | 種田梨沙                            | お茶漬け                           |
| 第3回                              | 6月19日                            | 石上静香                            | ツグバーグ丼                       |
| 第4回                              | 7月17日                            | 大西沙織                            | オムライス                         |
| 第5回                              | 8月21日                            | 花江夏樹（タクミ・アルディーニ 役） | ボンゴレビアンコ                   |
| 第6回                              | 9月18日                            | 内田真礼（吉野悠姫 役）             | 鴨南蛮                             |
| 第7回                              | 10月16日                           | 櫻井孝宏（一色慧 役）               | チーズリゾット feat.鰆を添えて     |
| 第8回                              | 12月18日                           | 種田梨沙、高橋未奈美                | たこ焼き                           |

| 食戟のソーマ 〜お食事処 まつおか 弐ノ皿〜 | 食戟のソーマ 〜お食事処 まつおか 弐ノ皿〜 | 食戟のソーマ 〜お食事処 まつおか 弐ノ皿〜 | 食戟のソーマ 〜お食事処 まつおか 弐ノ皿〜       |
| 配信回                                    | 配信日                                    | ゲスト                                    | メニュー                                        |
| ----------------------------------------- | ----------------------------------------- | ----------------------------------------- | ----------------------------------------------- |
| 第1回                                     | 2016年 7月8日                             | 安元洋貴（美作昴 役）                     | 進化系 ツグバーグ弁当                           |
| 第2回                                     | 7月22日                                   | 安元洋貴（美作昴 役）                     | 進化系 ツグバーグ弁当                           |
| 第3回                                     | 8月5日                                    | 安元洋貴（美作昴 役）                     | 進化系 ツグバーグ弁当                           |
| 第4回                                     | 8月26日                                   | 花江夏樹                                  | イタリアンそうめん PUMP OF CHICKEN レモンカード |
| 第5回                                     | 9月9日                                    | 花江夏樹                                  | イタリアンそうめん PUMP OF CHICKEN レモンカード |
| 第6回                                     | 9月23日                                   | 花江夏樹                                  | イタリアンそうめん PUMP OF CHICKEN レモンカード |

### 関連商品
| Vol.                                                      | 発売日                                       | 新規録り下ろし特別版                         | 新規録り下ろし特別版                         | 過去配信回                                        | 規格品番                                     |
| Vol.                                                      | 発売日                                       | ゲスト                                       | メニュー                                     | 過去配信回                                        | 規格品番                                     |
| ラジオCD「食戟のソーマ〜種田高橋料理學園〜」              | ラジオCD「食戟のソーマ〜種田高橋料理學園〜」 | ラジオCD「食戟のソーマ〜種田高橋料理學園〜」 | ラジオCD「食戟のソーマ〜種田高橋料理學園〜」 | ラジオCD「食戟のソーマ〜種田高橋料理學園〜」      | ラジオCD「食戟のソーマ〜種田高橋料理學園〜」 |
| --------------------------------------------------------- | -------------------------------------------- | -------------------------------------------- | -------------------------------------------- | ------------------------------------------------- | -------------------------------------------- |
| 1                                                         | 2015年10月28日                               | 松岡禎丞                                     |                                              | 第1回 - 第7回                                     | TBZR-0483/4                                  |
| DVD 食戟のソーマ〜お食事処まつおか〜                      |                                              |                                              |                                              |                                                   |                                              |
| 1                                                         | 2015年09月30日                               | 茅野愛衣                                     | チャーハン改                                 | 第1回 - 第2回                                     | TBBK-0485                                    |
| 2                                                         | 2015年12月23日                               | 赤﨑千夏                                     | ツグバーグ改                                 | 第3回 - 第4回                                     | TBBK-0560                                    |
| 3                                                         | 2016年01月27日                               | 加隈亜衣（倉瀬真由美 役）                    | ロシアン唐揚げ                               | 第5回 - 第6回                                     | TBBK-0582                                    |
| 4                                                         | 2016年03月30日                               | 小山力也（幸平城一郎 役）                    | トンカツ定食                                 | 第7回 - 第8回                                     | TBBK-0629                                    |
| 弐ノ皿                                                    | 2016年10月26日                               | 諏訪部順一（葉山アキラ 役）                  | ツグバーグ極 ハンバーガーVer                 | 弐ノ皿 第1回（前中後編） 弐ノ皿 第2回（前中後編） | TBBK-0743                                    |
| DVD 食戟のソーマ弐ノ皿presents おあがりよ、まつおかさん！ |                                              |                                              |                                              |                                                   |                                              |
|                                                           | 2016年10月26日                               | 茅野愛衣、赤﨑千夏                           |                                              | 第1回（前中後編） 第2回（前中後編）               | TBBK-0742                                    |